# EY Tower
La EY Tower (antes conocida como Ernst & Young Tower y 100 Adelaide Street West) es un rascacielos en el 100 Adelaide Street West de Toronto, la capital de la provincia de Ontario (Canadá). Fue diseñado por Kohn Pedersen Fox y WZMH Architects.

## Historia
La EY Tower se construyó en una dirección con una historia arquitectónica que se remonta casi 100 años atrás.

### El Concourse Building
En 1928 se inauguró en el sitio donde actualmente se eleva la EY Tower el Concourse Building, una estructura art déco de 14 pisos. El inquilino era la Comisión Industrial de Toronto, que promovió la ciudad como un centro financiero y comercial en Ontario. 
El Concourse Building era famoso por sus mosaicos de J. E. H. MacDonald, miembro del Grupo de los Siete. El inmueble fue diseñado por el estudio de arquitectura Baldwin y Greene. Oxford Properties lo compró en 1998 y lanzó planes para reemplazarlo con una nueva torre. Los defensores del Concourse intentaron encontrar un comprador para el edificio, pero Oxford se negó a venderlo.
La decisión de demoler el edificio Concourse fue controvertida, pero los consejos comunitarios de Toronto y East York finalmente votaron a favor de la demolición en mayo de 2000, con un margen de 38 a 12

### Proyecto
Oxford publicó los planos para el nuevo edificio el 17 de junio de 2013. La nueva propuesta también anunció que el edificio cambiaría el nombre de 100 Adelaide Street West, la dirección del sitio, a Ernst & Young Tower. Ernst and Young, el inquilino principal del nuevo edificio, alquilará 20 903 m² de espacio para oficinas.
La EY Tower tiene 188 m altura, 42 pisos y una superficie total de 83 613 m². La base de la nueva torre incluye las paredes sur y este del edificio Concourse original y está integrada en el PATH como parte del Centro Richmond-Adelaide de Oxford. Los principales inquilinos del edificio son Ernst & Young, OMERS y TMX Group. Además de un nuevo espacio público y una entrada renovada a través del edificio Concourse, la torre también cuenta con una terraza de 465 m² al aire libre en el piso 14. El edificio cuenta con la certificación LEED Platinum y se completó en 2017.

### Construcción
Después de muchas etapas de planificación, la construcción de la torre comenzó en julio de 2014. La Torre se completó en junio de 2016 y se inauguró en mayo de 2017.